# Центральна Анатолія
Центральна Анатолія (тур. İç Anadolu) — один з семи географічних районів Туреччини.
| Туреччина | Це незавершена стаття з географії Туреччини. Ви можете допомогти проєкту, виправивши або дописавши її. |